# Весёлкин, Пётр Николаевич
Пётр Николаевич Весёлкин (1904—1984) — советский патофизиолог. Академик АМН СССР (1969).

## Биография
Пётр Николаевич Весёлкин родился в Переславле-Залесском в 1904 году. Сын патофизиолога Николая Васильевича Весёлкина, внук по матери патофизиолога Петра Михайловича Альбицкого, в честь которого получил своё имя. Вырос в доме деда — дом № 21 (ныне снесён) по улице Ново-Московской (ныне Кардовского), куда впоследствии постоянно приезжал в отпуск. После окончания школы устроился в Естественно-научную лабораторию при Переславском музее.
В 1921 году поступил в 1-й Ленинградский медицинский институт. Уже на следующий год стал работать препаратором на кафедре общей патологии Государственного института медицинских знаний под руководством Е. А. Карташевского. По окончании в 1926 году института был оставлен ассистентом на кафедре Е. А. Карташевского, где проработал до 1932 года. Одновременно начал научную работу под руководством профессора Н. Н. Аничкова на кафедре общей патологии Военно-медицинской академии. В 1932—1936 годах принимал участие в организации И. Р. Петровым экспериментальной лаборатории в Ленинградском институте переливания крови. В 1938—1941 годах по совместительству заведовал кафедрой патологической физиологии Ленинградского стоматологического института. В годы Великой Отечественной войны в звании полковника медицинской службы работал в системе медицинского обеспечения фронта. В 1950 году выходит в отставку с военной службы и принимает до 1960 года заведование кафедрой общей патологии Ленинградского института усовершенствования врачей, одновременно заведует отделом общей патологии Института экспериментальной медицины АМН СССР.
Являясь членом Ленинградского общества патологов с 1928 по 1949 год неоднократно входил в состав его Правления, был членом правления Всесоюзного общества патофизиологов со дня его основания, дважды избирался председателем Ленинградского общества патофизиологов. Более десяти лет руководил секцией терморегуляции объединённого научного Совета по комплексной проблеме «Физиология человека и животных» Академии наук СССР. Являлся председателем проблемной комиссии по физиологии теплообмена и обмена энергии Академии наук СССР, членом проблемной комиссии «Общая патология» Академии медицинских наук СССР, членом редколлегии и соредактором II тома «Многотомного руководства по патологической физиологии» (Л., 1965), членом редколлегии журнала «Патологическая физиология и экспериментальная терапия», членом Всесоюзного общества историков медицины. В 1952 году избран членом-корреспондентом, а в 1969 году — действительным членом Академии медицинских наук СССР.
Был женат на Екатерине Дмитриевне Кардовской (1900–1985), дочери знаменитого графика и педагога Дмитрия Николаевича Кардовского. Сын — академик Николай Петрович Весёлкин.
Скончался в 1984 году в Ленинграде; похоронен на Богословском кладбище (площадка Военно-медицинской академии, уч. 30).

## Научная деятельность
С 1926 по 1934 год П. Н. Весёлкин под руководством Н. Н. Аничкова изучал расстройства дыхания и кровообращения при острой анемии и эмболии головного мозга, в 1936 году защитил по этой теме докторскую диссертацию. В 1932—1936 годах вместе с группой хирургов в экспериментальной лаборатории Ленинградского института переливания крови осуществил исследования по патогенезу травматического шока. С 1937 года изучал влияние нагретой крови на деятельность бульбарных центров и механизма срочных терморегуляционных реакций. Полученные результаты были развиты в эволюционном аспекте монографии «Тепловая одышка» и явились основой для пересмотра представления о лихорадке.
В 1950-е годы П. Н. Весёлкин изучал физиологические механизмы развития лихорадочной (температурной) реакции. Основные материалы данных исследований, помимо журнальных публикаций и 18 кандидатских диссертаций, были представлены в коллективном монографическом сборнике «Физиологические механизмы лихорадочной реакции» (Л., 1957), а позднее обобщённые в монографии П. Н. Весёлкина «Лихорадка» (М., 1963), удостоенной Президиумом Академии медицинских наук СССР премии имени академика А. А. Богомольца. В 1960-е годы изучалась эффективность применения пирогенных препаратов (пирогенал и другие), условия образования и выделения лейкоцитами эндогенного (белкового) пирогена, механизма его биологического действия и структуры.
Автор свыше 130 научных работ.
Под руководством П. Н. Весёлкина или при его консультациях выполнено 27 кандидатских и 10 докторских диссертаций. Из числа бывших его аспирантов, сотрудников и докторантов 8 стали профессорами.